# Frank Jensen

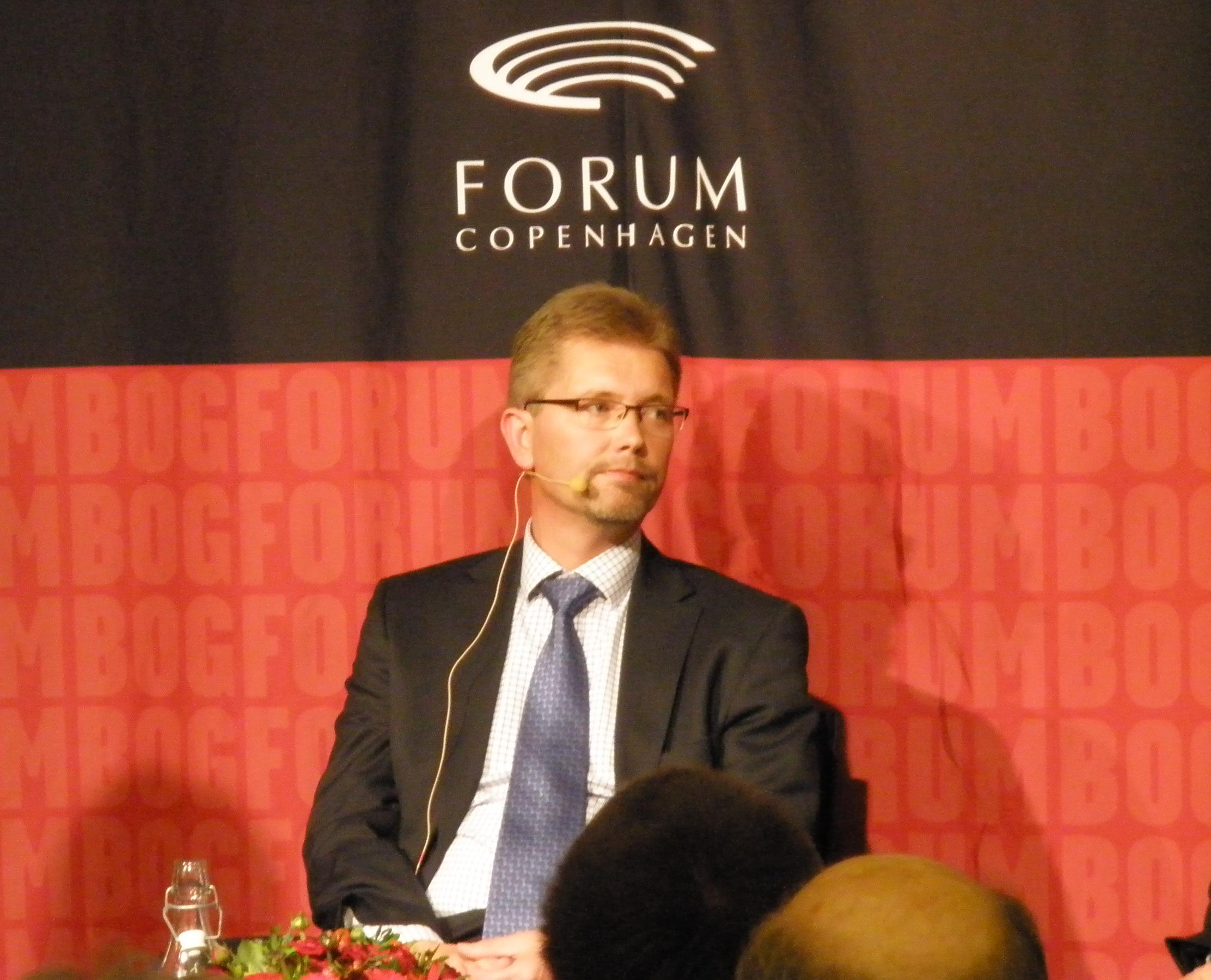
Frank Jensen.

Frank Jensen, född 28 maj 1961 i Ulsted i Ålborgs kommun, är en dansk politiker (socialdemokrat) och har mellan 1 januari 2010 och 19 oktober 2020 varit överborgmästare i Köpenhamn. Han var tidigare medlem i Folketinget och var sedan partikongressen 2012 fram till 19 oktober 2020 en av två vice partiordförande för det danska socialdemokratiska partiet, under statsministern och partiledaren Helle Thorning-Schmidt.